# Джо Хилл (профсоюзный деятель)
Джо Хилл (англ. Joe Hill, настоящее имя — Йоэль Эммануэль Хеглунд, швед. Joel Emmanuel Hägglund; 7 октября 1879, Евле, Швеция — 19 ноября 1915, Солт-Лейк-Сити, Юта, США) — американский профсоюзный деятель, борец за права трудящихся, певец и автор песен. Активист профсоюза «Индустриальные рабочие мира».

## Биография
Родился в Евле в консервативной лютеранской семье. Иммигрировал в США в 1902 году, а в 1910 вступил в местное отделение «Индустриальных рабочих мира» в Сан-Педро.
В январе 1914 года Хилл был обвинён в убийстве в Солт-Лейк-Сити владельца бакалейной лавки и его сына. На виновность Хилла указывали многочисленные косвенные улики, а алиби представлено не было. Он не признал своей вины, в итоге был признан виновным в результате громкого судебного разбирательства, которое сопровождалось протестами в поддержку Хилла. Расстрелян в американской тюрьме 19 ноября 1915 года. До сих пор достоверно не известно, был ли виновен Хилл в действительности.
Похороны проходили дважды: в Солт-Лейк-Сити и Чикаго. Хилл был кремирован, а его прах разослан и развеян по всему миру.
Английский композитор Алан Буш написал посвященную Джо Хиллу оперу «Джо Хилл, человек, который никогда не умрет» (Соч. 1965—1967).